# 库恩德戈尔
库恩德戈尔（Kundgol），是印度卡纳塔克邦Dharwad县的一个城镇。总人口为16837人（2001年）。

## 人口
该地2001年总人口16837人，其中男性8645人，女性8192人；0—6岁人口2079人，其中男1040人，女1039人；识字率64.03%，其中男性为73.31%，女性为54.24%。